# Crown Jewel 2023
Crown Jewel 2023 è stata la quinta edizione dell'omonimo pay-per-view di wrestling organizzato dalla WWE. L'evento si è svolto il 4 novembre 2023 alla Mohammed Abdu Arena di Riad, in Arabia Saudita, ed è stato trasmesso in diretta su Peacock negli Stati Uniti e sul WWE Network nel resto del mondo.
L'evento nasce nell'ambito della collaborazione tra la WWE e il ministero dello sport saudita a sostegno di Saudi Vision 2023, un programma di riforme economiche e sociali. La partnership, stipulata nel 2018, prevede un evento all'anno per dieci anni.

## Storyline
Nella puntata di Raw del 9 ottobre, Seth Rollins ebbe un confronto verbale con Drew McIntyre, il quale lo sfidò ad un match valevole per il World Heavyweight Championship; reso poi ufficiale per Crown Jewel dopo che il campione accettò.
A Payback, Rhea Ripley difese con successo il Women's World Championship contro Raquel Rodriguez, ripetendosi poi durante l'episodio di Raw dell'11 settembre anche grazie all'intervento della rientrante Nia Jax, la quale, poco dopo, attaccò tuttavia pure Ripley stessa. Dopo una serie di vicendevoli scontri fra Jax, Ripley, Rodriguez, Shayna Baszler e Zoey Stark, culminati nella puntata di Raw del 16 ottobre, l'official Adam Pearce annunciò un fatal five-way match con in palio il titolo femminile per Crown Jewel.
Dopo che John Cena e LA Knight sconfissero Jimmy Uso e Solo Sikoa a Fastlane, Cena ebbe un alterco verbale con Roman Reigns, detentore dell'Undisputed WWE Universal Championship, al termine del quale arrivò a proporre Knight come suo prossimo sfidante al titolo. Nell'episodio di SmackDown del 13 ottobre, Knight batté Sikoa, ma subito dopo fu brutalmente attaccato da Reigns, rendendo così ufficiale il match fra i due valevole per la cintura mondiale a Crown Jewel.
A Fastlane, Cody Rhodes e Jey Uso prevalsero su Finn Bálor e Damian Priest del Judgment Day, conquistando dunque sia il Raw Tag Team Championship che lo SmackDown Tag Team Championship. Nella puntata di Raw del 16 ottobre, Bálor e Priest ebbero tuttavia la meglio su Rhodes e Uso e tornarono conseguentemente in possesso delle cinture di coppia. La settimana successiva, Rhodes pretese un match contro Priest per la sera stessa, però quest'ultimo cambiò le carte in tavola e lanciò a sua volta una sfida per Crown Jewel, resa in seguito ufficiale.
A SummerSlam, Iyo Sky incassò con successo il contratto del Money in the Bank ai danni di Bianca Belair, la quale, poco prima, aveva prevalso in un triple threat match che comprendeva anche Charlotte Flair e l'ex campionessa Asuka, e conquistò dunque il WWE Women's Championship per la prima volta. Nella puntata di SmackDown del 18 agosto, Sky e Bayley assalirono pesantemente Belair con dei colpi di sedia, infortunandola al ginocchio e rendendola impossibilitata a combattere (kayfabe). Durante l'episodio del 20 ottobre di SmackDown, Belair tornò dopo due mesi di convalescenza e attaccò Sky, affermando che l'official Nick Aldis aveva sancito un match tra le due con in palio la cintura femminile per Crown Jewel.
A completare la card dell'evento furono il match valevole per lo United States Championship fra il campione Rey Mysterio e lo sfidante Logan Paul, il match tra John Cena e Solo Sikoa e quello fra Sami Zayn e JD McDonagh nel kickoff dello show.

## Risultati
| #       | Match                                                                               | Stipulazioni                                             | Durata |
| ------- | ----------------------------------------------------------------------------------- | -------------------------------------------------------- | ------ |
| Kickoff | Sami Zayn ha sconfitto JD McDonagh                                                  | Single match                                             | 9:40   |
| 1       | Seth Rollins (c) ha sconfitto Drew McIntyre                                         | Single match per il World Heavyweight Championship       | 18:20  |
| 2       | Rhea Ripley (c) ha sconfitto Nia Jax, Raquel Rodriguez, Shayna Baszler e Zoey Stark | Fatal five-way match per il Women's World Championship   | 11:05  |
| 3       | Solo Sikoa ha sconfitto John Cena                                                   | Single match                                             | 16:10  |
| 4       | Logan Paul ha sconfitto Rey Mysterio (c)                                            | Single match per il WWE United States Championship       | 17:55  |
| 5       | Iyo Sky (c) ha sconfitto Bianca Belair                                              | Single match per il WWE Women's Championship             | 16:35  |
| 6       | Cody Rhodes ha sconfitto Damian Priest                                              | Single match                                             | 11:05  |
| 7       | Roman Reigns (c) (con Paul Heyman) ha sconfitto LA Knight                           | Single match per l'Undisputed WWE Universal Championship | 20:05  |